# Pulaski (Virginia)
Pulaski es una localidad del Condado de Pulaski, Virginia, Estados Unidos. Según el censo de 2000 tenía una población de 9.473 habitantes y una densidad de población de 467.7 hab/km².

## Demografía
Según el censo de 2000, había 9.473 personas, 4.173 hogares y 2.670 familias residiendo en la localidad. La densidad de población era de 467,7 hab./km². Había 4.517 viviendas con una densidad media de 223,0 viviendas/km². El 89,55% de los habitantes eran blancos, el 7,75% afroamericanos, el 0,12% amerindios, el 0,36% asiáticos, el 0,96% de otras razas y el 1,18% pertenecía a dos o más razas. El 2,02% de la población eran hispanos o latinos de cualquier raza.
Según el censo, de los 4.173 hogares en el 25,9% había menores de 18 años, el 45,8% pertenecía a parejas casadas, el 14,0% tenía a una mujer como cabeza de familia, y el 36,0% no eran familias. El 31,9% de los hogares estaba compuesto por un único individuo, y el 15,4% pertenecía a alguien mayor de 65 años viviendo solo. El tamaño promedio de los hogares era de 2,24 personas y el de las familias de 2,80.
La población estaba distribuida en un 21,7% de habitantes menores de 18 años, un 7,7% entre 18 y 24 años, un 27,3% de 25 a 44, un 25,0% de 45 a 64, y un 18,3% de 65 años o mayores. La media de edad era 40 años. Por cada 100 mujeres había 87,8 hombres. Por cada 100 mujeres de 18 años o más, había 83,4 hombres.
Los ingresos medios por hogar en la localidad eran de 25.481 dólares ($), y los ingresos medios por familia eran 36.339 $. Los hombres tenían unos ingresos medios de 28.054 $ frente a los 20.177 $ para las mujeres. La renta per cápita para la ciudad era de 21.338 $. El 21,8% de la población y el 16,1% de las familias estaban por debajo del umbral de pobreza. El 30,7% de los menores de 18 años y el 19,2% de los habitantes de 65 años o más vivían por debajo del umbral de pobreza.

## Geografía
Según la Oficina del Censo de los Estados Unidos, la localidad tiene un área total de 20,3 km², todos ellos correspondientes a tierra firme.